# 26214 Калінга
26214 Калінга (26214 Kalinga) — астероїд головного поясу, відкритий 30 жовтня 1997 року.
Тіссеранів параметр щодо Юпітера — 3,277.
Названо на честь Калінги — древньої держави на сході Індії (територія сучасного штату Орісса), що відома з VII століття до н. е. Засновано премію Калінга від ЮНЕСКО, яку присуджують щорічно з 1952 року особам, які зробили свій внесок у розуміння ролі науки в службу людському суспільству. Премію спонсорує Фонд Калінга, створений 1951 року індійським філантропом Біжу Патнаік (Biju Patnaik).